# Christian Dol
Christian Dol (Heemstede, 16 september 1985) is een Nederlandse acteur.

## Levensloop
Dol werd geboren in Heemstede en groeide op in Hoofddorp. Hij was drieëntwintig toen hij afstudeerde als acteur. Toch was hij al sinds 2006 als acteur op televisie te zien. Een van zijn allereerste figuratie rollen was in de populaire televisieserie Shouf Shouf Habibi, onder regie van Tim Oliehoek.
Toen hij klaar was met zijn opleiding, stortte Dol zich volledig op het acteervak. Hij speelde diverse gastrollen in televisieseries als Van Speijk, Zapp Delict, Koekeloere en Weijers ontweekt. Ook was hij te zien in Het pad van Adel,  Hoe?Zo!, Wat kan je nog wel en Rococo in intieme sferen.
In de periode 2009-2013 verbond hij zich aan een Amsterdams theatergezelschap en vanaf dat moment combineerde hij zijn film- en televisiewerk met theater.
In 2011 werd hem gevraagd als acteur mee te werken aan het verborgencameraprogramma Dat is toch niet normaal!?, waarin hij wekelijks als candidacteur op de publieke omroep te zien was.
Vanaf 2012 speelde Dol uiteenlopende rollen in diverse korte films, zoals Sticky Love, Weg, Liften, De Fan en Voor de Kinderen. In de speelfilm De bende van Urk vertolkte hij in 2013 een van de hoofdrollen. Ditzelfde jaar speelde hij ook mee in Vreemden naast onder anderen Elles van Velzen,Joke Bruijs, Joep Sertons en Kürt Rogiers.
In 2016 speelde Dol, als Larenzo Hofman, een van de rollen in de korte film Fabula, regie Anouk Briefjes, samen met onder anderen Elles van Velzen, John Leddy, Bartho Braat, Pamela Teves, Richy Brown, Amber Teterissa, Steffie Zoontjes en Maiko Kemper. Fabula laat zich het beste omschrijven als 'een donker sprookje'.

## Filmografie
| Film      | Film                       | Film                | Film                         |
| Jaar      | Productie                  | Rol                 | Opmerkingen                  |
| --------- | -------------------------- | ------------------- | ---------------------------- |
| 2017      | Beau                       | Beau                |                              |
| 2017      | Eline                      | Bijrol              |                              |
| 2016      | Fabula                     | Larenzo Hofman      |                              |
| 2016      | G, Guitars e.a. k*tzooi    | Luuk Veenendaal     |                              |
| 2014      | Liften                     | Lead                |                              |
| 2014      | De bende van Urk           | Paul                |                              |
| 2013      | Man Up Club                | Sjaak Castelijn     |                              |
| 2013      | De fan                     | Johannes Achterdijk |                              |
| 2013      | Vreemden                   | Paul                |                              |
| 2013      | Weg                        | Lakei               |                              |
| 2012      | Harold's Eerste            | Harold              |                              |
| 2012      | Sticky Love                | Herman de Wit       |                              |
| Televisie |                            |                     |                              |
| Jaar      | Productie                  | Rol                 | Opmerkingen                  |
| 2017      | Kosmoo                     | Kasper              |                              |
| 2017      | Mensenkennis               | Diverse             | Candidacteur, 3 afleveringen |
| 2012      | Z@pp Delict                | Marc-Jan            | Afl. 53                      |
| 2012      | Z@pp Delict                | Wouter              | Afl. 52                      |
| 2011      | Koekeloere                 | Acrobaat            | Afl. 513                     |
| 2011      | Weijers ontweekt           | Rol onbekend        |                              |
| 2011      | Dat is toch niet normaal!? | Diverse             | Candidacteur, 6 afleveringen |
| 2010      | Stuck                      | Performer           | Videoclip Caro Emerald       |
| 2009      | Echt? Niet!                | Hendrikes           |                              |
| 2007      | van Speijk                 | Gastrol             | Afl. 2.12                    |
| 2006      | Shouf Shouf Habibi         | Barkeeper           | Afl. 2.2                     |
| Overige   |                            |                     |                              |
| Jaar      | Productie                  | Rol                 | Opmerkingen                  |
| 2013      | Wat kan je nog wel?!       | Rob                 |                              |
| 2012      | Het pad van adel           | Riemer Godevaart    |                              |
| 2012      | Lost in Time               | Jan                 |                              |